# Cyphura maxima
Cyphura maxima är en fjärilsart som beskrevs av Embrik Strand. Cyphura maxima ingår i släktet Cyphura och familjen Uraniidae. Inga underarter finns listade i Catalogue of Life.